# Руф Билан
Руф Била́н — герой сказочного цикла А. М. Волкова о Волшебной стране. Отрицательный персонаж книг «Урфин Джюс и его деревянные солдаты», «Семь подземных королей» и «Жёлтый туман».

## Биография
Впервые Руф Билан появляется во 2-й книге цикла в образе подлого прислужника, редкого носителя качеств, наименее присущих добрым жителям Волшебной страны. Характер отличается высокомерностью и трусостью. Но действия прагматичны и не лишены здравого смысла. Внешне описывается как низенький толстый человек с красным лицом.
Билан — житель Изумрудного города, представитель знатного рода. Волков не уточняет, кем он был при Гудвине. При Страшиле занимал должность смотрителя дворцовой умывальни, чем был глубоко недоволен. Одержимый завистью и честолюбием, он с готовностью принял предложение завоевателя Урфина Джюса открыть ворота Изумрудного города (в первой редакции повести это предложение передаёт деревянный клоун, во второй — филин Гуамоко). Сделав вид, что намеревается защищать город, он вместе со своим слугой с помощью отравленного вина усыпил защитников — Фараманта и Дина Гиора, — а затем связал Страшилу и открыл городские ворота. За это Урфин Джюс сделал его главным государственным распорядителем — вторым человеком после себя. Билан участвовал в пленении Железного дровосека, притворившись стражем ворот. Среди горожан заслужил всеобщую ненависть и передвигался только с охраной. После разгрома деревянной армии Урфина, опасаясь народной расправы, бежал в Подземелье, где, блуждая по лабиринту, попал в Страну Подземных рудокопов. При этом он случайно разрушил источник с Усыпительной водой, что привело к её исчезновению и краху политической системы семи королей. Служил помощником четвёртого лакея в штате зелёного короля Ментахо. Вновь проявил свои отрицательные качества, когда сообщил семи королям, что Элли, попавшая к ним, является феей и может вернуть Усыпительную воду. Это поставило Элли в смертельно опасное положение и чуть было не спровоцировало войну между Верхним миром и рудокопами. После свержения королей был усыплён на 10 лет. После пробуждения не прошёл процедуру перевоспитания, так как был похищен по приказу злой волшебницы Арахны. Согласился пойти к ней на службу, став порученцем и мелким шпионом. После гибели Арахны сдался властям Волшебной страны и был усыплён вновь на небольшой срок. Дальнейшая судьба Руфа Билана неизвестна.

## Изменения, внесённые Волковым в различных редакциях
По мере работы над циклом книг о Волшебной стране Волков вносил в их текст небольшие изменения, затронувшие и персонаж Руфа Билана. Намёк на него был добавлен в книгу «Волшебник Изумрудного города», где появилась фраза о нескольких завистниках из числа придворных, которые остались недовольны назначением Страшилы, так как мечтали занять трон сами. Во второй редакции «Урфина Джюса» Билан сам об этом говорит. Его лицемерие усилено добавлением эпизодов, в которых на публике он громче всех призывает горожан к обороне и льстит Страшиле. Уточняется, что должность главного государственного распорядителя соответствовала рангу первого министра. В ранней журнальной версии дополнительно упомянуто, что, хотя Билан не получил в награду обещанное золото, его должность открывала возможность быстрого обогащения, а о том, что именно он впустил захватчиков, проболтался пьяный слуга. В сатирическом эпизоде, не включённом в книжную версию, Билан возглавил республиканскую партию джюсистов, которая на выборах проиграла монархической партии урфинистов. По первоначальному замыслу Билан, вероятно, погибал — в черновом варианте повести говорится, что после бегства в подземелье о нём больше не слышали. В опубликованных версиях появился намёк на его возвращение в следующей книге. 
В опубликованных редакциях «Семи подземных королей» сведения о Билане не менялись, за исключением того, что в ранней журнальной версии он служил лакеем у Барбедо, а не Ментахо. В «Огненном боге Марранов» он упоминается во флешбеке, причём в большинстве изданий присутствует комбинированная версия, не совпадающая ни с одной редакцией «Урфина Джюса» (обнаруживает Руфа Деревянный клоун, а уговаривает Филин).

## Черновая редакция «Семи подземных королей»
Сказка «Семь подземных королей» изначально имела другой сюжет. Первая редакция, написанная Волковым в 1963 году, была отклонена издательством, поскольку получилась чересчур мрачной. В этой версии нет Усыпительной воды, а Руф Билан главный антагонист. В Пещере он едва не погиб от шестилапого, но был спасён охотниками. Правивший в этом месяце «оранжевый» король Барбедо собирался его казнить за измену законному правителю и за то, что своего нового суверена не уберёг от свержения. Вымолив пощаду, Билан был назначен помощником четвёртого лакея с обязанностью развлекать страдавшего от бессонницы короля сказками. Преуспев в этом, завоевал монаршее расположение и стремительно поднялся по карьерной лестнице. Через три дня был повышен до четвёртого лакея, а спустя месяц стал первым лакеем. Благодаря умению правильно держаться и заводить нужные связи, пользовался влиянием бо́льшим, чем позволяло его формальное положение. С низшими по рангу вёл себя заносчиво и был неблагодарен к тем, кто ему помогал. О его прошлой жизни упоминается, что он имел много слуг и поваров (по крайней мере, так он сам говорит). Чтобы перейти из лакеев в придворные и заодно отомстить своим обидчикам, предложил королям пойти войной на Верхний мир (обладая выученной армией, правители рудокопов время от времени мечтали о завоевательной войне, но прежде никогда не рассматривали всерьёз её возможность, опасаясь Гудвина). Получив должность младшего придворного советника, на Большом совете представил детальный план завоевания, убедив всех, что верхние жители не смогут оказать серьёзного сопротивления. Был назначен главным королевским советником по военным вопросам. Подготовил и на пару с воеводой Гаэртой возглавил вторжение. Несмотря на то, что жители Волшебной страны заранее узнали о готовящемся нападении, Голубая страна и Изумрудный город были завоёваны сравнительно легко — исход сражений решила армия драконов. Тысячи взрослых жителей были угнаны в рабство, что являлось целью войны, поскольку в Пещере хронически не хватало работников (все королевские дворы здесь бодрствовали). Страшилу, Фараманта и Дина Гиора также увели в подземелье. Руф Билан предстаёт настоящим злодеем. Упоминается, что в Пещере он занимался арестами, а своего бывшего соратника Энкина Фледа под угрозой смерти заставил показывать дорогу в Фиолетовую страну, а затем приказал убираться вон. Фиолетовый дворец, однако, у захватчиков с наскока взять не получилось. Мигуны во главе с Железным Дровосеком отбили все атаки и продержались до того момента, когда к полю боя подошла звериная армия Смелого Льва. Состоялось эпическое сражение, в котором обе стороны понесли тяжёлые потери, но завоеватели были наголову разбиты и спешно отступили в пещеру. Когда уцелевшие вернулись, выяснилось, что в Фиолетовой стране погибла половина армии, а Руф Билан остался цел и невредим, потому что уклонился от участия в сражении. Барбедо разжаловал его до помощника шестого лакея с пожизненным запретом на повышение в должности. Жизнь изменника превратилась в цепь непрерывных унижений, и от полного отчаяния его спасала только надежда снова возвыситься в результате какой-нибудь подлости. Последнее, что ему поручили — шпионить за пленными соотечественниками, но в этой деятельности он не добился никакого успеха. Накануне падения режима семи королей, когда верхняя армия приближалась к Радужному дворцу, а рядовые жители подняли восстание, по приказу короля Ментахо Руф Билан был повешен.

## Заимствование образа другими авторами
Является персонажем сказки Л. В. Владимирского «Буратино в Изумрудном городе» (1996). В сюжете играет эпизодическую роль. Он вернулся ко двору Страшилы, был прощён и старательным рвением дослужился до Главного распорядителя Дворца. Когда городом опять завладел Урфин Джюс, сразу перешёл на его сторону. Но как только увидел, что враги Урфина сильнее, переметнулся к ним и освободил Страшилу из заточения.

## Разное
В 2000-е годы фамилия Билан получила неожиданное использование, когда её в качестве псевдонима выбрал поп-певец Дима Билан. Совпадение иногда служит поводом для шуток в интернете, что эти два человека являются родственниками.